# سارا آیتون
سارا آیتون (انگلیسی: Sarah Ayton؛ زادهٔ ۹ آوریل ۱۹۸۰) قایقران قایقران بادبانی اهل انگلستان است.